# Görögkatolikus Roma Szakkollégium
A Görögkatolikus Roma Szakkollégium Miskolcon működő, 2011-ben alapított szakkollégium, amelyet a Miskolci egyházmegye tart fenn.

## Bemutatása
A miskolci Görögkatolikus Roma Szakkollégium 2011-ben kezdte meg tevékenységét Miskolcon. Létrejöttének hátterében az a felismerés állt, hogy a Miskolci Egyetemre bejutó cigány diákokat támogatni kell abban, hogy elkerüljék a lemorzsolódást és erősödjön társadalmi szerepvállalásuk. A Miskolci egyházmegye azzal a céllal hozta létre az intézményt, hogy olyan keresztény értékrendet képviselő fiatal értelmiségieket neveljen, akik tudatosan foglalkoznak ezekkel a kérdésekkel, és aktívan részt vesznek a társadalmi folyamatokban.
14 fővel kezdte meg működését, majd a létszám fokozatosan emelkedett, és mára 25–33 hallgató közötti stabil taglétszámot ért el. A Szakkollégium a Görögkatolikus Felsőoktatási és Kulturális Diákotthon részeként működik. Mindkét intézmény szakmai vezetője és igazgatója Makkai László egyetemi lelkész. A fenntartói feladatokat a Miskolci egyházmegye (korábban Miskolci apostoli exarchátus) látja el. A szakkollégium fő célja a felsőoktatásban tanuló cigány fiatalok tehetséggondozása és keresztény értékrendre való nevelése. Fontos cél volt a Szakkollégium létrehozásánál, hogy elősegítse egy keresztény értékeket képviselő értelmiségi generáció kialakulását, és hogy tehetséggondozó, valamint esélykiegyenlítő közösségként is működjön.
A Szakkollégium közösségi forma, amelyben felsőoktatásban tanuló fiatalok vesznek részt, és amelynek központi eleme a tagok önálló kezdeményezése és aktív szerepvállalása. Az intézmény célja nem csupán a szakmai fejlődés elősegítése, hanem a hallgatók önismeretének és társadalmi érzékenységének fejlesztése is. Nagy lehetőség rejlik abban, hogy egy olyan értelmiségi réteg alakuljon ki, amely egyszerre kötődik a magyar és cigány kultúrához, és így hozzájárulhat a cigányok társadalmi felemelkedéséhez, az egyház életéhez, valamint a cigány és magyar közösségek közötti kapcsolatok javításához. A Szakkollégium egy olyan szellemi műhely, amely keresztény alapokon kínál alternatívát a cigányok integrációjára.
Az intézmény elsősorban cigány és/vagy hátrányos helyzetű fiatalok jelentkezését várja, de nyitott azok előtt is, akiket érdekel a cigány kultúra, vagy akik a kultúrák közötti párbeszéd aktív résztvevői kívánnak lenni. Az intézmény olyan fiatalokat vár, akik vállalják azt a társadalmi küldetést is, hogy előmozdítsák a cigányok integrációját és a cigány–magyar együttélés fejlődését. Az intézmény Miskolctapolcán, festői környezetben található, amely kiváló körülményeket biztosít a bentlakó hallgatók számára. Így integrált közösségként működik, amelyben cigány és nem cigány fiatalok egyaránt jelen vannak. Ez a működésmód lehetőséget teremt arra, hogy a diákok mindennapjaik során közvetlen tapasztalatokat szerezzenek a közös élet kihívásairól, örömeiről és eredményeiről, és hogy a szakkollégium – ha csak kisebb léptékben is – példát mutathasson a békés és hatékony együttélés megvalósulására. A Szakkollégiumok működését szabályozó közös minőségelvek szavatolják, hogy a tagságban a cigány hallgatók arányának a minimum 60%-ot el kell érnie.
A szakkollégium tehetséggondozás terén végzett sokrétű munkájáért 2015-ben elnyerte az Akkreditált Kiváló Tehetségpont címet Megalakulása óta számos fejlesztési projektet hajtott végre, hogy biztosítsa szakmai programjai működtetését, valamint hogy megfelelő tárgyi és lakhatási környezetet teremtsen a diákok számára.